# قائمة زملاء الجمعية الملكية المنتخبين في 1801
هذه الصفحة تعرض قائمة زملاء الجمعية الملكية المُنتخبين لعام 1801.

## الزملاء
- John Hailstone [الإنجليزية]‏
- Herbert Marsh [الإنجليزية]‏
- ويليام بلاي
- Sir Walter Stirling, 1st Baronet [الإنجليزية]‏
- Martin Davy [الإنجليزية]‏
- William Long (surgeon) [الإنجليزية]‏
- وارين هاستينغز
- Charles Philip Yorke [الإنجليزية]‏
- Samuel Turner (diplomat) [الإنجليزية]‏
- Giffin Wilson [الإنجليزية]‏
- Richard Chenevix (chemist) [الإنجليزية]‏